# Municipio de Steenerson
El municipio de Steenerson (en inglés: Steenerson Township) es un municipio ubicado en el condado de Beltrami en el estado estadounidense de Minnesota. En el año 2010 tenía una población de 23 habitantes y una densidad poblacional de 0,24 personas por km².

## Geografía
El municipio de Steenerson se encuentra ubicado en las coordenadas 48°14′23″N 95°16′54″O / 48.23972, -95.28167. Según la Oficina del Censo de los Estados Unidos, el municipio tiene una superficie total de 93.95 km², de la cual 93,94 km² corresponden a tierra firme y (0,01 %) 0,01 km² es agua.

## Demografía
Según el censo de 2010, había 23 personas residiendo en el municipio de Steenerson. La densidad de población era de 0,24 hab./km². De los 23 habitantes, el municipio de Steenerson estaba compuesto por el 78,26 % blancos, el 8,7 % eran amerindios y el 13,04 % eran de una mezcla de razas. Del total de la población el 0 % eran hispanos o latinos de cualquier raza.